# Аполо 17
Аполо 17 (на английски: Apollo 17) e единадесетата и последна пилотирана мисия до Луната и шестата, която каца на повърхността. Аполо 17 отбелязва първото нощно изстрелване, а Харисън Шмит е първият учен геолог, посетил естествения спътник на Земята. Мисията трае от 7 декември до 19 декември 1972 г.

## Екипаж
| Пост                     | Астронавт                           |
| ------------------------ | ----------------------------------- |
| Командир                 | Юджийн Сърнън три космически полета |
| Пилот на командния модул | Роналд Еванс един космически полет  |
| Пилот на лунния модул    | Харисън Шмит един космически полет  |

* Броят на полетите за всеки астронавт е преди и включително тази мисия.

## Дублиращ екипаж

### Оригинален дублиращ екипаж
| Пост                     | Астронавт                           |
| ------------------------ | ----------------------------------- |
| Командир                 | Дейвид Скот три космически полета   |
| Пилот на командния модул | Алфред Уордън един космически полет |
| Пилот на лунния модул    | Джеймс Ъруин един космически полет  |

* Броят на полетите за всеки астронавт е преди и включително тази мисия.
Това е екипажът на Аполо 15, но след една нашумяла афера с пощенски марки (юбилейни за същия полет), членовете му са извадени от полетните графици на НАСА. Така реалния дублиращ екипаж на Аполо 17 изглеждал по следния начин:

### Реален дублиращ екипаж
| Пост                     | Астронавт                          |
| ------------------------ | ---------------------------------- |
| Командир                 | Джон Йънг четири космически полета |
| Пилот на командния модул | Стюард Руса един космически полет  |
| Пилот на лунния модул    | Чарлс Дюк един космически полет    |

* Броят на полетите за всеки астронавт е преди и включително тази мисия.
Прави впечатление, че НАСА подбира дублиращите екипажи на последните лунни мисии от екипажите на завършили полети. Подборът на астронавти не е приключил, но значителна част от тях са започнали тренировки по Програмата Скайлаб и Експерименталния проект Аполо-Союз. Освен това, последните полети до Луната са осъществени на фона на сериозно съкращаване на бюджета на НАСА и отказа от скъпоструваща подготовка на дублиращи екипажи е сериозна икономия на средства.

## Команден модул
Командният модул се намира в центъра на НАСА в Хюстън, щата Тексас.